# Nacionalni centar za biotehnološke informacije
Nacionalni centar za biotehnološke informacije, NCBI (engl. National Center for Biotechnology Information) je deo američke nacionalne biblioteke za medicinu (NLM), koja je grana Nacionalni institut za zdravlje. NCBI je lociraran u Batesdi (38° 59′ 42″ С; 77° 05′ 58″ З / 38.994994° С; 77.099339° З) i osnovan je 1988 kroz legislacijom pod pokroviteljstvom senatora Kloda Pepera. NCBI održava genomske sekvence u GenBank bazi podataka, i indeks biomedicinskih istraživačkih artikala u PubMed Central i PubMed sistemima, kao i druge informacije relevantne za biotehnologiju. Sve te baze podataka su dostupne onlajn putem Entrez pretražne mašine.

## Spoljašnje veze
- NCBI veb sajt
- NLM veb sajt
- NIH veb sajt